# Landkrabben
Die Landkrabben (Gecarcinidae) sind eine Familie aus der Teilordnung der Krabben (Brachyura) innerhalb der Zehnfußkrebse (Decapoda) und leben mit ca. 20 Arten in tropischen Küstenregionen. Sie sind ausschließliche Landtiere, die das Meer nur zur Eiablage aufsuchen und deren Larven sich im Meer entwickeln.
Zu den Landkrabben gehören unter anderem die Weihnachtsinsel-Krabbe (Gecarcoidea natalis) auf der australischen Weihnachtsinsel, die zentralamerikanische Halloweenkrabbe (Gecarcinus ruricola), die westafrikanische  Harlekinkrabbe (Cardisoma armatum), die in küstennahen Palmenwäldern lebt, und die von Florida bis Brasilien verbreitete Cardisoma guanhumi (sie entfernt sich bis zu 8 Kilometer vom Meer). Landkrabben leben tagsüber in Höhlen unter Mangroven oder in tiefen, selbstgegrabenen Löchern, die bei manchen Arten bis an das Grundwasser reichen. Sie fressen bevorzugt Pflanzen und Aas und suchen ihre Nahrung vor allem in der Nacht oder in der Dämmerung.

## Beschreibung
Die Kiemenhöhle der Landkrabben wird von einem dünnhäutigen Wassersack mit Feuchtigkeit versorgt und hat die Funktion einer Ersatzlunge übernommen.

## Fortpflanzung
Die Begattung der Landkrabben findet an Land statt. Nur die Weibchen wandern zum Meer, um die schlüpfenden Larven abzusetzen. Diese leben einige Wochen im Meer und wandern nach ihrer Metamorphose an Land. In der ersten Zeit halten sie sich sehr versteckt nur an besonders feuchten Stellen auf, da die Kiemen sich erst anpassen müssen.

## Ökologie
Durch ihre Ernährungs- und Lebensweise nehmen die Landkrabben eine wichtige Stellung im Ökosystem der Inseln und Küstenstreifen ein, die sie bewohnen. Durch das Graben von Wohnhöhlen lockern sie die Erde und beschleunigen, ähnlich wie in anderen Regionen die Regenwürmer, durch ihre pflanzliche Ernährung den Laubzerfall. Als Aasfresser reduzieren sie die Ausbreitung von Ungeziefer. Auf kleinen Inseln können die Landkrabben an der Spitze der Nahrungspyramide als  Spitzenprädatoren fungieren. 
Ein in der Natur bislang einzigartiges hydrostatisches Skelett aus Gas und Wasser weist die Landkrabbe Gecarcinus lateralis in der Phase nach einer Häutung auf: Nach Abwurf des alten Panzers blähen sich die Tiere mithilfe von komprimiertem Gas in ihrem Darm auf. Auf diese Weise erhält der Körper des auch als Halloweenkrabbe bezeichneten Tieres die nötige Stabilität, bis ihr – unter dem alten Panzer zwar schon vollständig ausgebildeter, aber noch zu weicher – neuer Panzer ausreichend ausgehärtet ist.

## Systematik
Die Landkrabben sind wahrscheinlich keine monophyletische Gruppe. Dementsprechend sind noch einige Veränderungen innerhalb der Systematik zu erwarten. Derzeit werden die Landkrabben in vier bis sechs Gattungen eingeteilt. Michael Türkay vom Senckenberg Forschungsinstitut teilte 1970 die Gattung Gecarcinus in zwei Untergattungen, wobei er der Untergattung Gecarcinus (Johngarthia) die drei Arten G. planatus (Stimpson, 1860), G. malpilensis (Faxon 1893) und G. lagostoma (H. Milne Edwards, 1837) zuwies. 1973 wurde die ostatlantisch im Golf von Guinea verbreitete Untergruppe von G. lagostoma als eigene Art G. weileri (Sendler, 1912) von der westatlantischen Teilgruppe abgetrennt. 1987 erhob Türkay die von ihm eingerichtete Untergattung zu einer eigenen Gattung unter dem Namen Johngarthia, zu Ehren des Zoologen und Krabbenforschers John Garth. Die Gattung Discoplax wurde von Alphonse Milne-Edwards 1867 für die langbeinige Landkrabbe Discoplax longipes eingeführt. Michael Türkay stellte 1987 zwei Arten der Gattung Cardisoma, nämlich Cardisoma rotunda und Cardisoma hirtipes ebenfalls zur Gattung Discoplax. 2001 wurde von Peter Ng und Daniéle Guinot eine weitere Art dieser Gattung beschrieben, nämlich Discoplax gracilipes. Einige Arten der Gattung Discoplax wurden später in die Gattung Tuerkayana gestellt.

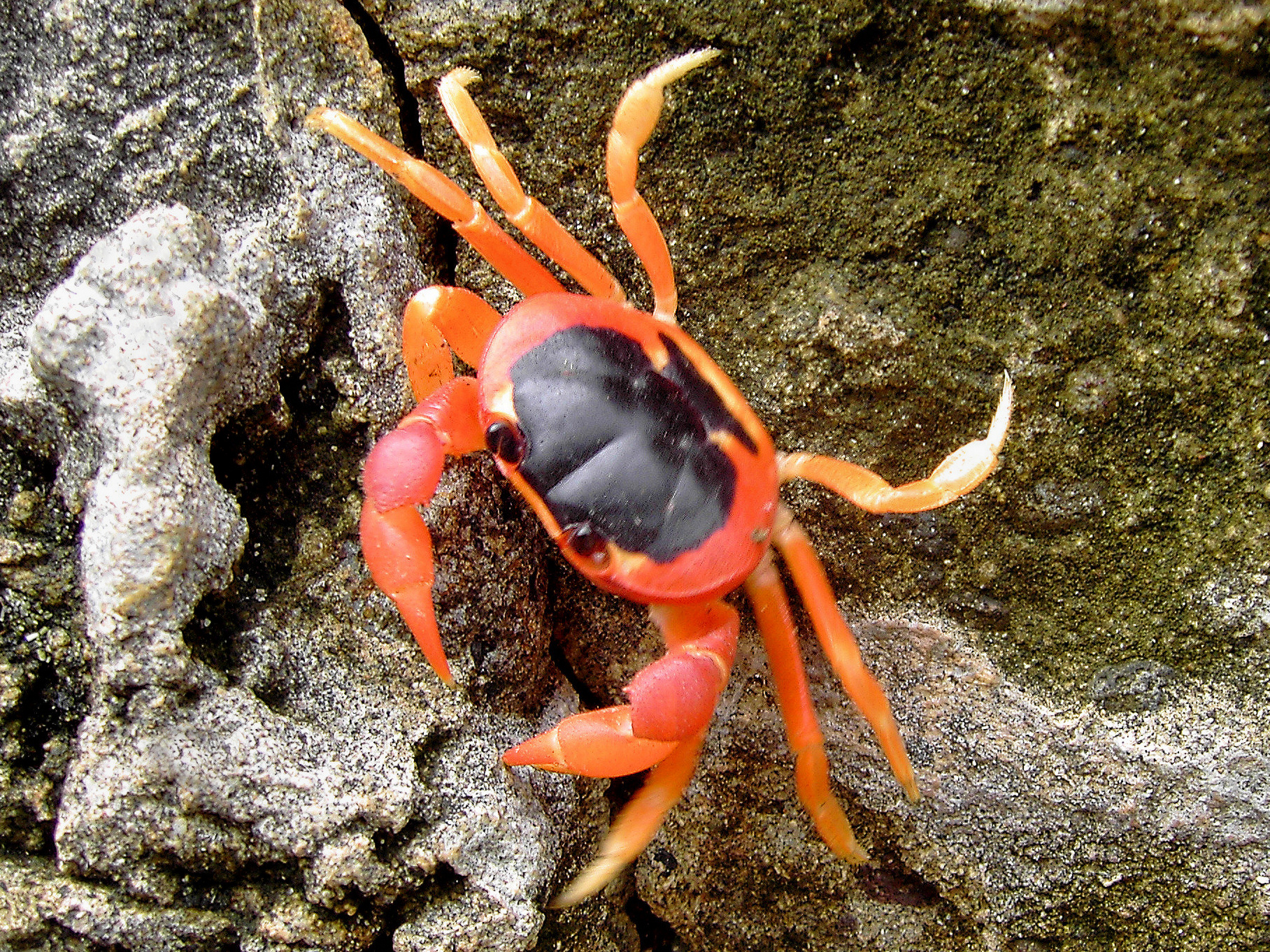
Gecarcinus lateralis

- Cardisoma Latreille in Latreille, Le Peletier, Serville & Guérin, 1828
  - Cardisoma armatum, Harlekinkrabbe
  - Cardisoma guanhumi, Westatlantische Landkrabbe
  - Cardisoma carnifex, Violette Landkrabbe
  - Cardisoma crassum
- Discoplax A. Milne-Edwards, 1867
  - Discoplax gracilipes
  - Discoplax longipes, Langbeinige Landkrabbe
  - Discoplax michalis
- Epigrapsus Heller, 1862
  - Epigrapsus notatus
  - Epigrapsus politus
- Gecarcinus Leach, 1814
  - Gecarcinus lateralis, Halloweenkrabbe (Red Land Crab)
  - Gecarcinus quadratus, Halloweenkrabbe
  - Gecarcinus ruricola, Halloweenkrabbe (Purple Land Crab)
- Gecarcoidea H. Milne Edwards, 1837
  - Gecarcoidea natalis, Weihnachtsinsel-Krabbe
  - Gecarcoidea lalandii
- Johngarthia Türkay, 1970
  - Johngarthia lagostoma
  - Johngarthia malpilensis
  - Johngarthia planatus (häufig auf Clipperton)
  - Johngarthia weileri
- Tuerkayana Guinot, Ng & Rodriguez Moreno, 2018[2]
  - Tuerkayana celeste  (Ng & Davie, 2012)
  - Tuerkayana hirtipes  (Dana, 1851) – Blaue Landkrabbe
  - Tuerkayana latens  Ng & Shih, 2023
  - Tuerkayana magnum  (Ng & Shih, 2014) – Waldkrabbe
  - Tuerkayana rotundum  (Quoy & Gaimard, 1824)